# Chiesa di San Michele Arcangelo a Castiglioni
La chiesa di San Michele Arcangelo si trova in località Castiglioni nel comune di Montespertoli.

## Storia
Castiglioni era un complesso fortificato creato per controllare il punto di confluenza del torrente Virginio con il fiume Pesa e risulta citato per la prima volta in un atto notarile del 1092; in seguito appare in un atto del 10 novembre 1185: actum in Castillione iuxta flumen Pesa, iudicaria lorentina.
La presenza di un insediamento militare fu il motivo per cui vi si insediò una comunità di canonici. Questo avvenne prima del 6 marzo 1220 quando le famiglie Squalcialupi e Alberti donarono la metà di Semifonte e di Certaldo al comune di Firenze e nell'atto è riportato: apud Castillionem vallis Pese in eclesia et canonica.
Nel 1208 il castello di Castilglioni risulta di proprietà degli Alberti i quali probabilmente favorirono l'insediamento dei canonici. Nel corso del XIII secolo Castiglioni ebbe il ruolo di castello, corte e distretto a controllo del territorio per conto degli Alberti e grazie alla loro protezione i canonici prima ricostruirono nel 1220 l'edificio della chiesa e poi poterono anche accumulare un notevole patrimonio. Nel 1260 i canonici si impegnarono a versare 8 staia di grano per il mantenimento dell'esercito fiorentino e tra il 1276 e il 1303 la canonica Sancti Micchaelis de Castillione pagò 20 lire ogni anno per le decime. La ricchezza della chiesa di Castiglioni permise al suo priore Ranuccio di entrare nel seguito del cardinal Latino nel 1280.
Il capitolo dei canonici rimase attivo per tutto il XIV secolo fino al 15 aprile 1392, data dell'ultima notizia riguardante l'elezione interna del priore. Il primo indizio riguardo a una decadenza del capitolo si ha nel 1380 quando il priore prete Neri abbandona la guida dell'istituzione.
In seguito la chiesa divenne una commenda e quando nel 1509 morì il cardinal Alessandrino, rettore commendatario, il patronato passò alla famiglia Frescobaldi. Nei secoli seguenti si ricorda la costruzione di un nuovo altare nel 1725 come riportato in un'iscrizione sulla gradinata e un restauro profondo fatto nel 1795. Nel 1808 il campanile a torre fu abbassato di altezza forse come conseguenza dei danni del terremoto di tre anni prima.
Nel corso della Seconda guerra mondiale trovò rifugio nella canonica della chiesa una famiglia di profughi ebrei polacchi, i Pick, provenienti da Leopoli e da Trieste. La famiglia era giunta a Firenze dopo l'8 settembre 1943, dove era stata ospitata nella Parrocchia di Santa Felicita e al Convento della Calza ma dopo le retate del 23 novembre 1943 era stata fatta trasferire per maggior sicurezza fuori città. Grazie al sostegno ricevuto dal parroco don Giulio Gradassi e dalla popolazione locale i Pick poterono sfuggire alle deportazioni dell'Olocausto. Per la sua eroica azione di solidarietà don Gradassi sarà insignito nel 1975 del titolo di giusto tra le nazioni dall'Istituto Yad Vashem di Gerusalemme.
Dopo la seconda guerra mondiale l'interno della chiesa, già più volte oggetto di restauri nel corso del XX secolo, è stato decorato a monocromo. 
La chiesa è stata soppressa nel 1986 e annessa alla chiesa di San Lorenzo a Montegufoni. Oggi è inserita in una proprietà privata.

## Descrizione

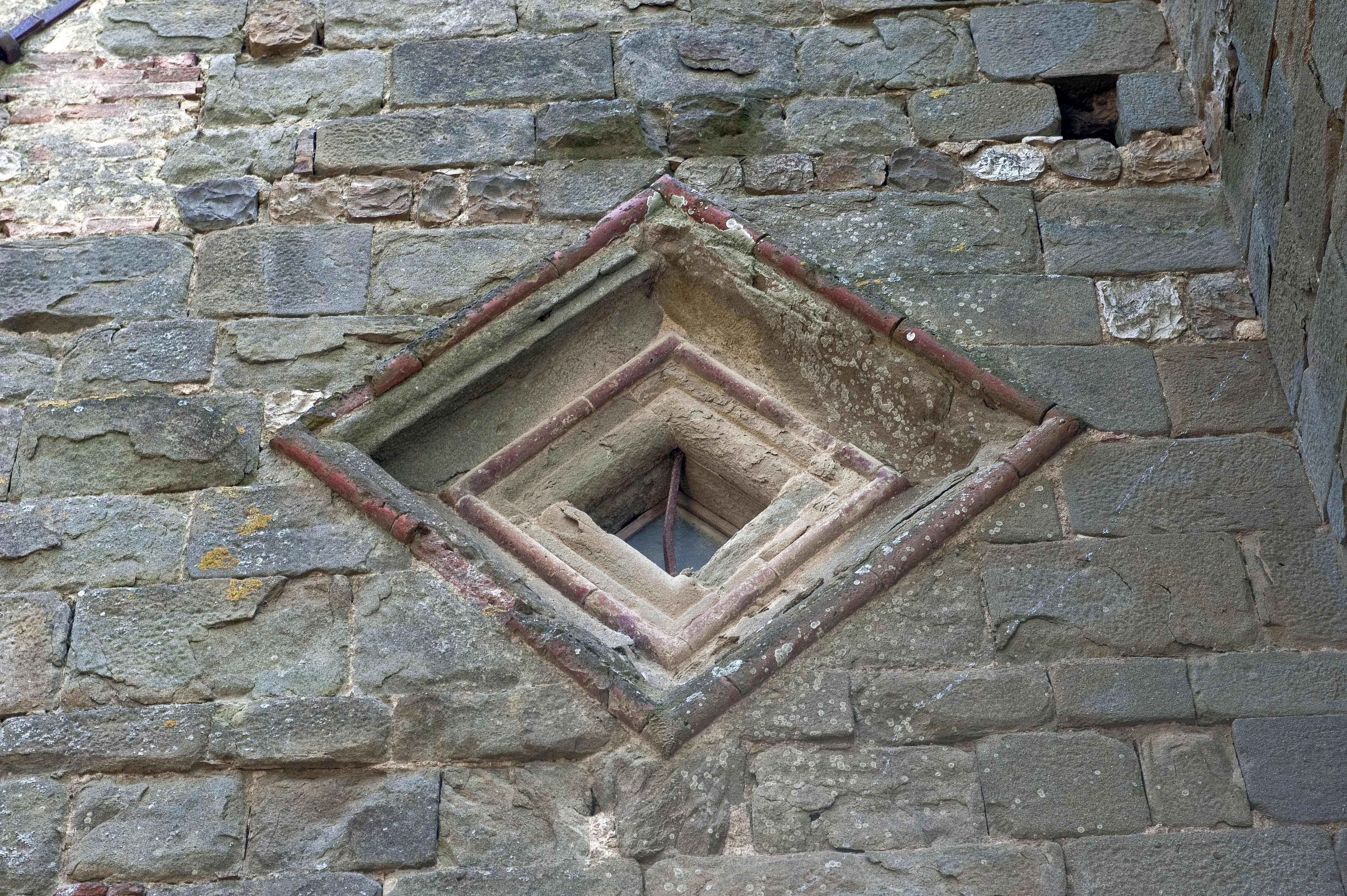
Finestrella romboidale (XIII secolo)

La chiesa consiste in un edificio ad aula rettangolare coperta a tetto e conclusa con una scarsella. È situata lungo la strada di crinale tra la valli del Virginio e della Pesa.

### Esterno
La chiesa presenta un non comune orientamento nord-sud.
La facciata è rivolta a nord e si presenta molto rimaneggiata in special modo nella parte centrale. Su due conci che originariamente facevano parte del portale di epoca romanica e oggi reimpiegati altrove è scolpita un'iscrizione molto degradata: FACTU(m) / E(st) HOC OP(us) / MCCXX / T(em)P(o)R(e). V. P(proris) che sta a indicare la data di completamento dell'edificio nel 1220. Il paramento murario è costituito da conci di pietra arenaria disposti a corsi orizzontali e paralleli. La fiancata orientale, quella alla sinistra della facciata, mostra un paramento murario frutto di numerosi interventi nel corso del tempo: la parte più antica è quella situata nella parte destra fino all'altezza delle monofore e presenta una muratura simile a quella della facciata e si conclude con una cornice svasata; in questa parte furono aperte tre monofore a doppio strombo con archivolto monolitico oggi tamponate.
A una seconda fase è da ascrivere la parte sinistra della fiancata e della scarsella che andò a sostituire un'antica terminazione. In questa parte il paramento murario è in bozze di calcare ed è qui che si trova l'elemento architettonico più interessante dell'edificio. Si tratta di una finestrella romboidale di stile romanico-pisano che presenta una cornice molto elaborata in pietra e cotto colorato dal notevole valore cromatico.
La parte meridionale dell'edificio, per i materiali usati e per la forma della scarsella, è databile al primo quarto del XIII secolo. In questa parte sono chiaramente visibili due fasi costruttive: la più antica in basso mentre in alto, forse a seguito di un crollo, si dovette ricostruire tutta la parte riusando i materiali originali quali le monofore e il coronamento con le parti mancanti che vennero reintegrate mediante l'uso di ciottoli fluviali e mattoni. In questa parte era situata un'alta monofora strombata con archivolto monolitico e mensole in laterizio, oggi tamponata. Prima del 1326, anno di fusione della campana più piccola, venne realizzata la torre campanaria sulla scarsella; in seguito la torre venne abbassata e venne costruito un campanile a vela.

### Interno
L'interno della chiesa è interamente intonacato. Solo nella controfacciata sono visibili parti del paramento murario originale; nella parte interna della scarsella è rintracciabile la corrispondenza della finestrella romboidale che presenta un archivolto doppio, elemento tipico dell'architettura armena, non corrispondente all'apertura esterna.

## Bibliografia

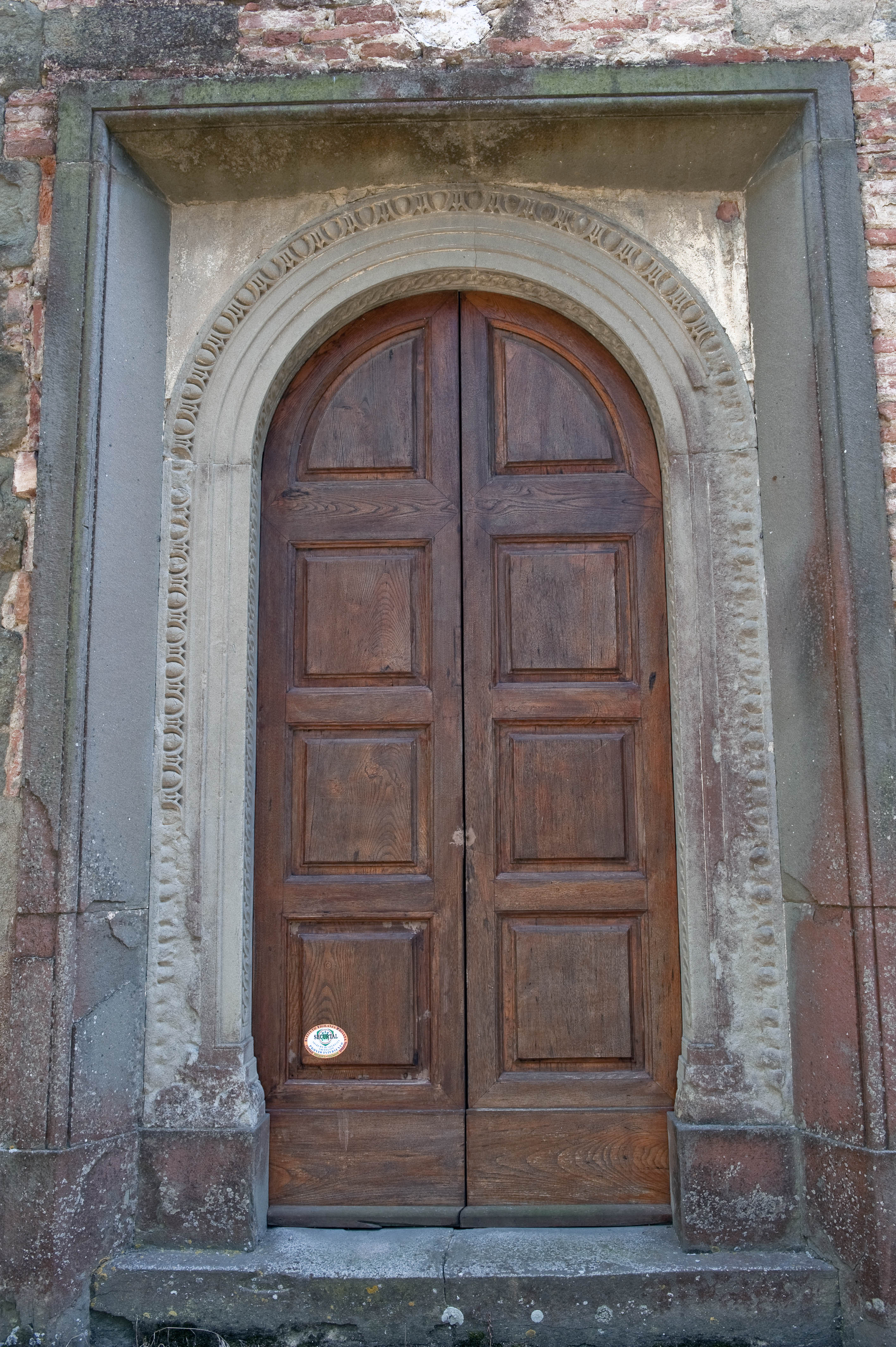
Portale